# Partit Liberal d'Andorra
De Liberale Partij van Andorra (Catalaans: Partit Liberal d'Andorra) is een liberale partij in Andorra, en tevens de grootste partij van het land. Op 24 april 2005 kreeg de partij bij de verkiezingen 41% van de stemmen, waarmee de partij 14 van de 28 zetels kreeg in de Algemene Raad van de Valleien. Albert Pintat is de leider van de partij en van 2005 tot en met 2009 het hoofd van de regering.